# Јелена Чубрило
Јелена Чубрило (Београд, 9. јануар 1994) је фудбалерка која тренутно наступа за Рајо Ваљекано и репрезентацију Србије. Њена сестра близнакиња, Марија, такође је фудбалерка.

## Каријера
Сестре Чубрило бавиле су се атлетиком од шесте године старости. Фудбал су почеле да тренирају случајно и то најпре Јелена, која је на турниру малог фудбала у Степојевцу по уласку у игру постигла два гола и тиме привукла пажњу тадашњег тренера лазаревачког ЛАСК-а, Дарка Стојановића. Том клубу приступила је са једанаест година и остала све до седамнаесте, када је заједно са сестром прешла у суботички Спартак. У новом клубу стекла је пуну афирмацију, освојивши титулу првака државе и изборивши пласман у Лигу шампиона. Након што је одбила да потпише нови уговор са клубом, руководство Спартака је одлучило да суспендује Јелену, па је лета 2014. године напустила клуб. Почетком наредне године, приступила је грчком клубу Амазонас Драма, где је на свом првом званичном наступу постигла два поготка. Након тога је неко време провела у Осијеку, тренирајући са тамошњим клубом, да би недуго затим прешла у Олимпију из Љубљане. Играла је и за аустријски Сент Пелтен. Накратко се вратила у Србију у другој половини 2016. године, где је поново заједно са сестром играла за Слогу Раднички из Земуна. Следеће године се вратила у Олимпију, а потом прешла у литванску Гинтру. У августу 2018. године, Јелена Чубрило је потписала за мадридски Рајо Ваљекано.

## Репрезентација
Јелена је наступала за кадетску и омладинску селекцију Србије, да би 2013. године дебитовала и за сениорски састав женске фудбалске репрезентације.